# Libertarias
Libertarias (bra: Liberdade; prt: Libertárias) é um filme espanhol de 1996, dos gêneros drama, guerra e ficção histórica, dirigido por Vicente Aranda.

## Sinopse
Nos primeiros dias da Guerra Civil Espanhola uma jovem freira que foge do convento, conhece casualmente um grupo de militantes anarquista da organização feminista do movimento libertário espanhol chamada "Mujeres Libres". Ela as acompanhará e viverá os rigores da guerra e da revolução social espanhola de 1936.

## Elenco
- Ana Belén .... Pilar
- Victoria Abril.... Floren
- Ariadna Gil.... María
- Blanca Apilánez.... Aura
- Laura Mañá.... Concha
- Loles León.... Charo